# Пастухов, Эдуард Андреевич
Эдуард Андреевич Пастухов (7 сентября 1934, пос. Василево, Городецкий район, Горьковский край, РСФСР, СССР — 9 января 2018, Екатеринбург, Россия) — советский и российский учёный-металлург, специалист в области физической химии высокотемпературных металлических и ионных расплавов, член-корреспондент РАН (1994).

## Биография
Родился 7 сентября 1934 года в пос. Василево Городецкого района Горьковской области.
В 1957 году окончил металлургический факультет Уральский политехнический институт.
В 1965 году защитил кандидатскую, а в 1977 году — докторскую диссертации.
В 1957—1962 и 1965—2018 годах работал в Институте металлургии УрО РАН, с 1980 года — заведующий лабораторией, одновременно с 1985 по 1992 годы и с 1998 по 2008 годы — заместитель директора по научной работе.
С 2008 по 2010 годы исполнял обязанности директора Института.
С 1993 по 2009 год — профессор Уральского государственного экономического университета, председатель Государственной аттестационной комиссии в Уральском государственном техническом университете.
В 1994 году избран членом-корреспондентом РАН.
Скончался 9 января 2018 года в Екатеринбурге. Похоронен на Широкореченском кладбище.

## Научная деятельность
Специалист в области высокотемпературных металлических и ионных расплавов. Впервые в отечественной и зарубежной практике применил метод рентгеноструктурного анализа расплавов.
Автор опубликованных в соавторстве более 470 научных статей, в том числе 12 монографий, 2 справочников и 26 авторских свидетельств и патентов.
- Электрические свойства нестехиометрических оксидных расплавов. — Свердловск: УНЦ АН СССР, 1984. — 112 с.
- Строение и свойства германиевых металлических расплавов. — М.: Наука, 1987. — 142 с.
- Строение и свойства расплавленных оксидов. — Екатеринбург: УрО РАН, 1999. — 498 с.
- Дифракционные исследования строения высокотемпературных расплавов. — Екатеринбург: УрО РАН, 2003. — 353 с.
- Воздействие низкочастотными звуковыми колебаниями в режиме кавитации на металлические расплавы и порошки // «Технология металлов». — 2004. — № 1. — с. 2-8; № 2. — с. 2-6.
- Взаимодействие жидких металлов и сплавов с кислородом. — Екатеринбург: УрО РАН, 2004. — 320 с.
- Кремний и его сплавы. — Екатеринбург: УрО РАН, 2005. — 468 с.
- Алюминий и его сплавы в жидком состоянии. — Екатеринбург: УрО РАН, 2005. — 267 с.
- Карбидообразование в алюминиевых расплавах при воздействии на них упругими колебаниями низких частот // «Металлы». — 2006. — № 6. — с. 3-7.
- Взаимодействие золота с полупроводниковыми материалами. — Екатеринбург: УрО РАН, 2006. — 145 с.
- Физико-химические свойства оксидно-фторидных расплавов. — Екатеринбург: УрО РАН, 2009. — 459 с.
- Моделирование структуры, свойств и процессов межфазного взаимодействия в системе металл-оксидный расплав-газ. — Екатеринбург: УрО РАН, 2010. — 450 с.

## Награды
- Государственная премия СССР (в составе группы, за 1982 год) — за цикл работ «Исследование строения, свойств и взаимодействия металлургических расплавов» (1957—1980)[4]
- Орден Дружбы (2005)[2]